# Огњен Мршић
Огњен Мршић (Зрењанин, 13. фебруара 1999) српски је фудбалер који тренутно наступа за Нови Пазар.

## Статистика

### Клупска
Ажурирано 28. априла 2024.
| Клуб              | Сезона   | Лига             | Лига | Лига | Национални куп | Национални куп | Европа | Европа | Остало | Остало | Укупно | Укупно |
| Клуб              | Сезона   | Дивизија         |      | Гол  |                | Гол            |        | Гол    |        | Гол    |        | Гол    |
| ----------------- | -------- | ---------------- | ---- | ---- | -------------- | -------------- | ------ | ------ | ------ | ------ | ------ | ------ |
| Напредак Крушевац | 2020/21. | Суперлига Србије | 31   | 0    | 0              | 0              | —      | —      | —      | —      | 31     | 0      |
| Напредак Крушевац | 2021/22. | Суперлига Србије | 26   | 1    | 2              | 0              | —      | —      | —      | —      | 28     | 1      |
| Напредак Крушевац | 2022/23. | Суперлига Србије | 10   | 0    | 1              | 0              | —      | —      | —      | —      | 11     | 0      |
| Напредак Крушевац | 2023/24. | Суперлига Србије | 23   | 3    | 0              | 0              | —      | —      | —      | —      | 23     | 3      |
| Напредак Крушевац | Укупно   | Укупно           | 90   | 4    | 3              | 0              | —      | —      | —      | —      | 93     | 4      |